# Malaltia de Graves-Basedow
La malaltia de Graves-Basedow (o, senzillament malaltia de Graves) és una tiroïditis autoimmunitària que afecta, per tant, la glàndula tiroide. Freqüentment provoca i és la causa més freqüent d'hipertiroïdisme. També sol donar lloc a un augment de la tiroide. Signes i símptomes de l'hipertiroïdisme poden incloure irritabilitat, debilitat muscular, problemes per dormir, un ritme cardíac ràpid, poca tolerància a la calor, diarrea i pèrdua de pes involuntària. Altres símptomes poden incloure un engrossiment de la pell anterior de les cames, conegut com mixedema pretibial, i protuberància ocular, una afecció causada per l'oftalmopatia de Graves. Aproximadament entre el 25 i el 80% de les persones amb aquesta malaltia desenvolupen problemes oculars.
La causa exacta no és clara; no obstant això, es creu que implica una combinació de factors genètics i ambientals. És més probable que una persona es vegi afectada si té un membre de la família amb la malaltia. Si un bessó està afectat, hi ha un 30% de probabilitats que l'altre bessó també tingui la malaltia. L'aparició de la malaltia pot desencadenar-se per estrès físic o emocional, infecció o parir. Les persones amb altres malalties autoimmunitàries com la diabetis tipus 1 i l'artritis reumatoide són més susceptibles de ser afectades. Fumar augmenta el risc de patir malalties i pot empitjorar el problemes oculars. El trastorn és el resultat d'un anticòs, anomenat immunoglobulina estimulant de la tiroide (TSI), que té un efecte similar a l'hormona estimulant de la tiroide (TSH). Aquests anticossos TSI fan que la glàndula tiroide produeixi un excés d'hormones tiroidals. El diagnòstic es pot sospitar segons els símptomes i confirmar-se amb anàlisis de sang i captació de radioiode.] Normalment, les anàlisis de sang mostren un augment de T₃ i T₄, baixa TSH, augment de la captació de radioiode en totes les àrees de la tiroide i anticossos TSI.
Les tres opcions de tractament són la radioteràpia, els medicaments i la cirurgia de la tiroide. La teràpia amb radioiode consisteix a prendre iode-131 per via oral, que després es concentra a la tiroide i el destrueix en setmanes o mesos. L'hipotiroïdisme resultant es tracta amb hormones tiroidals sintètiques. Els medicaments com els bloquejadors beta poden controlar alguns dels símptomes i els medicaments antitiroidals com el metimazole poden ajudar temporalment les persones mentre tenen efectes altres tractaments. Una altra opció és la cirurgia per extirpar la tiroide. Els problemes oculars poden requerir tractaments addicionals.
La malaltia de Graves es desenvoluparà en aproximadament el 0,5% dels homes i el 3% de les dones. Es produeix aproximadament 7,5 vegades més sovint en dones que en homes. Sovint, comença entre els 40 i els 60 anys, però pot començar a qualsevol edat. És la causa més freqüent d'hipertiroïdisme als Estats Units (aproximadament del 50 al 80% dels casos). La malaltia rep el nom del cirurgià irlandès Robert Graves, que la va descriure el 1835. També existeixen diverses descripcions prèvies.